# Паулеску, Николае
Николае Константин Паулеску (рум. Nicolae Constantin Paulescu, 30 октября 1869, Бухарест — 17 июля 1931, там же) — румынский физиолог, врач и политик, известный как первооткрыватель панкреина, предшественника инсулина. Известен также как сооснователь Национального Христианского Союза, а позже Национально-христианской Лиги Защиты Румынии.

## Биография
Родился в Бухаресте в семье богатого торговца, окончил среднюю школу в этом городе в 1888 году, с детства отличаясь большими способностями к естественным наукам и языкам (в частности, уже в раннем возрасте свободно говорил на латыни, греческом и французском). Осенью того же года поступил в Парижскую медицинскую школу, которую окончил со степенью бакалавра медицины в 1897 году, после чего сразу же был назначен помощником хирурга в парижской больнице Notre-Dame du Perpétuel-Secours, в которой начал работать ещё в период обучения, с 1894 года. В 1897—1898 годах сотрудничал в Journal de Médecine. Одновременно он преподавал химию и общую физиологию в Парижском университете, в 1899 году получил степень магистра, а в 1901 году хабилитировался. В 1900 году вернулся в Румынию, где получил должности на кафедре физиологии на медицинском факультете Бухарестского университета и профессора клинической медицины в бухарестской больнице Сан-Винсент-де-Поль. 11 февраля 1905 года он возглавил кафедру физиологии и занимал эту должность до последнего дня жизни.
Прообраз панкреина ему удалось синтезировать в 1916 году (опыт проводился на больной диабетом собаке), однако к своим исследованиям он смог полноценно вернуться только после Первой мировой войны; результаты своих исследований он опубликовал в Париже в четырёх статьях, напечатанных в период с апреля по июнь 1921 года. Патент на метод производства панкреина Паулеску получил 10 апреля 1922 года, однако клинических испытаний этого средства на людях он не проводил, поэтому официально первооткрывателями инсулина считаются канадцы Бантинг и Маклеод, и в итоге Нобелевскую премию за это открытие получили именно они, а не Паулеску. В 1990 году он был посмертно избран членом Румынской академии наук, в 1993 году в его честь был назван румынский институт исследования диабета.
.
Паулеску был известен также за свой последовательный антисемитизм. В 1928 году он опубликовал книгу Degenerarea rasei jidănești (рус. «Вырождение еврейской расы»), в которой, в частности, пытался доказать, что мозг евреев весит меньше, чем мозг людей «арийской расы». Основываясь на своих утверждениях о низком весе головного мозга среди евреев, в качестве наиболее наглядных примеров еврейской дегенерации приводил Анатоля Франса, Альберта Эйнштейна и Анри Бергсона. Из-за протестов со стороны еврейских общин Франции ему в 2003 году не был установлен памятный бюст в этой стране. По мнению румынского академика-еврея Николае Каджала, в отношении к Паулеску необходимо отделять его вклад в науку от его антисемитских взглядов. В период 1920-х годов Паулеску также был известен как один из главных в Румынии противников теории эволюции Дарвина. В одной из статей он назван «главным идеологом фашизма в румынской медицине». В 1922 году он стал сооснователем партии Национальный Христианский Союз — первой партии в Европе, которая официально использовала в качестве своего символа свастику, предшественницы Железной гвардии.